# Phalascusa cruciger
Phalascusa cruciger är en insektsart som beskrevs av Banks 1914. Phalascusa cruciger ingår i släktet Phalascusa och familjen fjärilsländor. Inga underarter finns listade i Catalogue of Life.